# Linda Manz
Linda Manz (New York City, 20 agosto 1961 – Palmdale, 14 agosto 2020) è stata un'attrice statunitense.

## Biografia

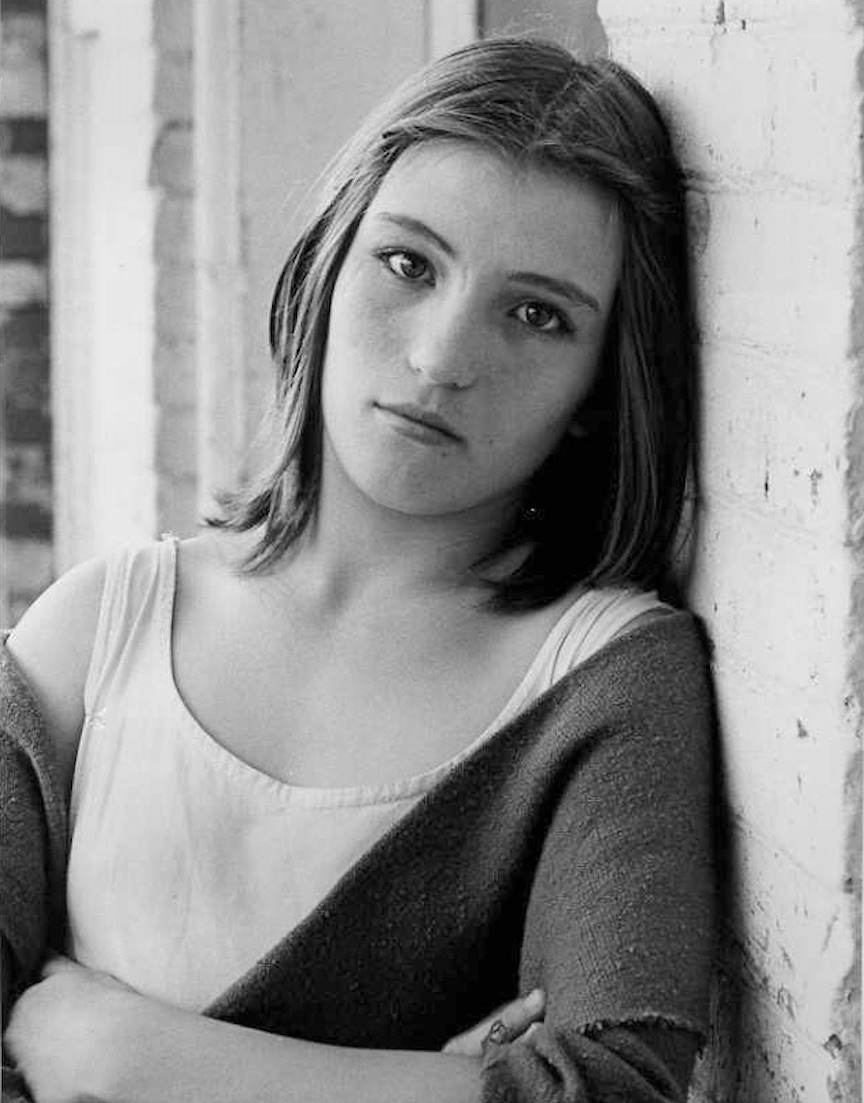
Linda Manz (1979)

Linda Manz è cresciuta nel quartiere di Manhattan da una famiglia di umili origini. La madre, addetta alle pulizie, sprona la figlia a recitare e a dedicarsi al cinema. A quindici anni, la giovane neofita si presenta ai casting de I giorni del cielo e ottiene la parte da co-protagonista. Questo ruolo le ha permesso di iniziare una breve ma intensa carriera nel mondo dello spettacolo.
Nel 1979, Philip Kaufman scrittura la neo-attrice in The Wanderers - I nuovi guerrieri. Nonostante il film si riveli un flop, Linda Manz viene contattata da Leonard Yakir per interpretare la ribelle Cebe in Snack bar blues. La pellicola, diretta e interpretata da Dennis Hopper, la consacra come "icona punk".
Restia alla fama e stanca dello showbiz, Linda Manz interrompe bruscamente la carriera attoriale e si ritira a vita privata. É tornata a recitare solamente in due occasioni: nel 1997 in Gummo e, sempre lo stesso anno, in The Game - Nessuna regola.
É morta il 14 agosto 2020 a seguito di un tumore polmonare.

## Filmografia
- I giorni del cielo (1978)
- The Wanderers - I nuovi guerrieri (1979)
- Snack bar blues (1980)
- Gummo (1997)
- The Game - Nessuna regola (1997)